# Kingsman: Cercul de Aur
Kingsman: Cercul de Aur (titlu original: Kingsman: The Golden Circle) este un film american-și  britanic din 2017 regizat de Matthew Vaughn. Este creat în genurile acțiune, aventuri, comedie, cu spioni. Rolurile principale au fost interpretate de actorii Taron Egerton, Channing Tatum, Colin Firth, Poppy Delevingne, Mark Strong și Jeff Bridges. Scenariul este scris de Jane Goldman și Matthew Vaughn pe baza unei serii de benzi desenate create de Mark Millar și Dave Gibbons. Este continuarea filmului Kingsman: Serviciul secret (2014).

## Distribuție
- Colin Firth - Harry Hart / Galahad
- Julianne Moore - Poppy Adams
- Taron Egerton - Gary "Eggsy" Unwin / Galahad
- Mark Strong - Merlin
- Halle Berry - Ginger Ale
- Elton John - himself
- Channing Tatum - Tequila
- Jeff Bridges - Champagne "Champ"
- Pedro Pascal - Jack Daniels / Whiskey
- Edward Holcroft - Charles "Charlie" Hesketh
- Hanna Alström - Tilde, Crown Princess of Sweden
- Poppy Delevingne - Clara Von Gluckfberg
- Bruce Greenwood - the President of the United States
- Emily Watson - Chief of Staff Fox

## Producție
Filmările au început la  15 mai 2016 în Birmingham. Cheltuielile de producție s-au ridicat la 104 milioane $.

## Lansare și primire
A avut încasări de 405,2 milioane $.